# Farmacie clinică
Farmacia clinică este specialitatea farmaceutică care utilizează cunoștințele farmaceutice și biomedicale în scopul optimizării eficacității, securității, preciziei și economiei tratamentului medicamentos, pentru pacient și societate, farmacistul clinician având rolul de consilier al medicului și pacientului, în acest domeniu. Scopul specialității este dezvoltarea și asigurarea unei farmacoterapii științifice și raționale, la nivel de individ și societate.